# Synandromyces sinensis
Synandromyces sinensis är en svampart som beskrevs av Y.H. Shen 1992. Synandromyces sinensis ingår i släktet Synandromyces och familjen Laboulbeniaceae.   Inga underarter finns listade i Catalogue of Life.